# Балада за Аделин
„Балада за Аделин“ (на френски: Ballade pour Adeline) е инструментал от 1976 г., композиран от Пол дьо Сеневил (Paul de Senneville) и Оливие Тусен (Olivier Toussaint). Пол дьо Сеневил композира песента в чест на новородената си дъщеря, Аделин.
 Първият запис на инструментала е на Ричард Клайдерман и продажбите му в световен мащаб надминават 22 милиона в 38 страни. 
23-годишният Филип Пажес (Philippe Pagès, рожденото име на Клайдерман) през 1976 г. е един от 23-ма кандидати за изпълнение на инструментала. 
Името на Филип Пажес е променено на Ричард Клайдерман (той приема фамилията на прабаба си, за да избегне грешно произношение на истинското си име извън Франция) и сингълът бива продаден 22 милиона пъти в 38 страни. Оливие Тусен казва: „Когато го наех, му казах, че ако продадем 10 000 сингъла, ще е чудесно, защото по това време диското беше модерно и не можеше да се обзаложим, че такава балада би била победител.... Не можехме да си представим, че би могла да е толкова голяма.“ 